# Kriva pota
Kriva pota (v izvirniku angleško Breaking Bad) je ameriška dramska televizijska serija avtorja in producenta Vincea Gilligana, ki se je v ZDA predvajala na kabelskem kanalu AMC med 20. januarjem 2008 in 29. septembrom 2013. Pripoveduje zgodbo o srednješolskem učitelju kemije Walterju Whiteu (Bryan Cranston), ki je ob številnih vsakdanjih težavah soočen z diagnozo neozdravljivega pljučnega raka, zaradi česar se ob pomoči nekdanjega učenca Jesseja Pinkmana (Aaron Paul) loti izdelave in prodaje kristaliziranega metamfetamina, da bi pred smrtjo zagotovil finančno varnost družini, ob tem pa mora krmariti med nevarnostmi kriminalnega sveta, s katerim nima izkušenj. Dogajanje je postavljeno v mesto Albuquerque, Nova Mehika z okolico, kjer je bila serija tudi posneta.
Serija je bila med občinstvom izredno pozitivno sprejeta, posebej zaradi scenarija, fotografije in igre ter velja za eno najboljših televizijskih serij vseh časov. Prejela je šestnajst primetime emmyjev, dva zlata globusa, dve Peabodyjevi nagradi in številna druga priznanja. Kritiki so jo uvrstili ob bok ostalim znanilcem preporoda ameriške televizije na začetku 21. stoletja.

## Pregled sezon
| Sezona | Sezona     | Št. epizod | Prvo predvajanje v ZDA (AMC) | Prvo predvajanje v ZDA (AMC) | Prvo predvajanje v Sloveniji (POP TV in Kanal A) | Prvo predvajanje v Sloveniji (POP TV in Kanal A) |
| Sezona | Sezona     | Št. epizod | Premiera sezone              | Finale sezone                | Premiera sezone                                  | Finale sezone                                    |
| ------ | ---------- | ---------- | ---------------------------- | ---------------------------- | ------------------------------------------------ | ------------------------------------------------ |
|        | 1          | 7          | 8. januar 2008               | 9. marec 2008                | 29. april 2010                                   | 11. maj 2010                                     |
|        | 2          | 13         | 8. marec 2009                | 31. maj 2009                 | 4. oktober 2010                                  | 25. oktober 2010                                 |
|        | 3          | 13         | 21. marec 2010               | 13. junij 2010               | 19. januar 2012                                  | 6. februar 2012                                  |
|        | 4          | 13         | 17. julij 2011               | 9. oktober 2011              | 7. februar 2012                                  | 29. februar 2012                                 |
|        | 5 (1. del) | 8          | 15. julij 2012               | 2. september 2012            | 6. oktober 2013                                  | 2. november 2013                                 |
|        | 5 (2. del) | 8          | 11. avgust 2013              | 29. september 2013           | 22. maj 2014                                     | 4. junij 2014                                    |

## Vsebina

### 1. sezona
Srednješolski učitelj kemije Walter White (Bryan Cranston), ki poleg poučevanja za dodaten zaslužek dela še v avtopralnici, da bi preživel svojo družino, se nekega dne zgrudi v službi in dobi diagnozo pljučnega raka v poznem stadiju. Kasneje spremlja svojega svaka, pripadnika Agencije za nadzor nad drogami (DEA) Hanka Schraderja (Dean Norris), na racijo, kjer opazi svojega nekdanjega učenca Jesseja Pinkmana (Aaron Paul), ki zbeži s prizorišča ilegalnega laboratorija za pridobivanje metamfetamina. Čez nekaj časa stopi v stik z Jessejem in naredi načrt, kako bo uporabil svoje kemijsko znanje za sintezo metamfetamina visoke kakovosti, Jesse pa bo uporabil svoje povezave na ulici za preprodajo droge. Želi namreč zaslužiti dovolj denarja, da bi pred smrtjo preskrbel svojo nosečo ženo Skyler (Anna Gunn) in najstniškega sina, ki trpi za cerebralno paralizo, ter pokril visoke stroške zdravljenja. Res mu uspe narediti metamfetamin izredne kakovosti, pri prodaji pa prideta partnerja v konflikt z drugimi preprodajalci drog. Prisiljena sta sodelovati z lokalnim preprodajalcem Tucom (Raymond Cruz), ki je sicer vpliven, a zelo nepredvidljiv. Kljub težavam Walter nadaljuje s proizvodnjo, pri čemer prevzame psevdonim »Heisenberg«.

### 2. sezona
Začetek je počasen in Walter ima še vedno težave z računi za zdravljenje. Kljub več slabim izkušnjam pri sodelovanju z Jessejem popusti in ga znova vzame za partnerja. Težave pa se nadaljujejo - Jessejev prijatelj Badger (Matt L. Jones) je aretiran pri poskusu prodaje droge agentu pod krinko, zaradi česar Walter najame odvetnika sumljivega slovesa Saula Goodmana (Bob Odenkirk), da bi mu pomagal. Walter in Jesse se odpeljeta z avtodomom v puščavo in v štirih dneh izdelata večjo količino metamfetamina, vendar v poskusu prodaje rivalna tolpa ubije Comba, še enega od Jessejevih prijateljev, saj je zašel na njihov teritorij. Saul zato predlaga učinkovitejši način razpečevanja. Jesse se v tem času zbliža s svojo sosedo in najemodajalko Jane Margolis (Krysten Ritter). Jane je odvisnica na odvajanju od drog, a popusti skušnjavi in z Jessejem pričneta jemati heroin. Saul najde Waltu in Jesseju novega partnerja, poslovneža Gustava »Gusa« Fringa (Giancarlo Esposito), ki je pripravljen plačati 1,2 milijona USD za več kot 17 kg metamfetamina, ki ga še vedno nista uspela prodati. Na dogovorjeni dan je Jesse neuporaben zaradi odmerka heroina, zato Walter v naglici dostavi produkt Gusu, da ne bi zapravil priložnosti, vendar zaradi tega zamudi rojstvo svoje hčerke. Nato zadrži Jessejevo polovico zaslužka, a Jane to izve in dobi denar od njega z izsiljevanjem. Walt med kasnejšim obiskom pri Jesseju vidi, kako se Jane, ki zaradi heroina ni pri zavesti, prične dušiti s svojim bljuvanjem, in jo pusti umreti. Doma pride v konflikt s Skyler, ki je postala sumničava zaradi njegove odsotnosti in stalnih izgovorov. Prične odkrivati resnico o njegovem skrivnem življenju in zahteva ločitev.

### 3. sezona
Walter želi obdržati družino skupaj in pove Skyler resnico, ona pa je zaprepadena in zahteva ločitev tudi uradno. Takrat mu Gus ponudi 3 milijone USD za tri mesece dela zanj, kar vključuje vrhunski laboratorij in sposobnega asistenta Galea (David Costabile). Hkrati Jesse nadaljuje z izdelavo in prodajo metamfetamina na lastno pest. Preiskuje ga Hank, ki počasi zbira dokaze za aretacijo. Nekega dne Tucova bratranca poskušata ubiti Hanka; ta napad preživi, a je huje ranjen.
Jesse zagrozi Walterju, da ga bo izdal, če bo aretiran, zato mu Walter ponudi Galeov položaj v laboratoriju. Ponudbo sprejme, prične pa skrivoma krasti del proizvoda ter ga prodajati na strani. V programu odvajanja od heroina spozna žensko, s katero postane par, in izve, da so Gus in njegovi pajdaši napeljali njenega 11-letnega brata na umor Comba. Odloči se maščevati prijatelja. Povzroči nekaj težav, nakar ga Walter sicer obvaruje pred Gusovim besom, a ta prične izgubljati potrpljenje z dvojico. Galeu naroči, naj od Walterja dobi dovolj podatkov za samostojno izdelovanje metamfetamina. Tik preden Gusovi pajdaši odstranijo Walterja, ta naroči Jesseju naj ubije Galea, kar bi prisililo Gusa, da ga obdrži kot edinega, ki zna sintetizirati tako dober produkt.

### 4. sezona
Jesse res umori Galea. Gus je njega in Walterja prisiljen obdržati, a se ju loti disciplinirati ter spreti med seboj. Walter mora večinoma delati sam, Jesseja pa skuša Gus premamiti tako, da mu dodeli odgovornejšo zadolžitev spremljanja njegovega izterjevalca Mikea na terenu. Odnos med Walterjem in Jessejem se močno poslabša. Medtem Hank, ki okreva po napadu, najde povezavo med Galeom in Gusom. Spozna, da je Gus pomemben razpečevalec drog in začne zbirati dokaze za obtožnico. Gus dojame, da lahko Walterjeva povezava s Hankom ogrozi celotno operacijo, zato odpusti Walterja in mu pove, da bo ubil Hanka ter zagrozi z umorom Walterjeve celotne družine, če mu bo ta stopil na pot. Walter in Jesse se zato pobotata in izdelata načrt, kako bosta ubila Gusa. Načrt vključuje nekdanjega vodjo rivalnega mamilarskega kartela Hectorja Salamanco, ki naj bi detoniral samomorilsko bombo. Hectorju uspe, pri čemer umre skupaj z Gusom. Nato Walter in Jesse uničita laboratorij, Walter pa sporoči svoji zdaj odtujeni, a po sili razmer sodelujoči ženi: »Zmagal sem«.

### 5. sezona
Walter po smrti Gusa Fringa prepriča Jesseja in Gusovega nekdanjega pajdaša Mikea, da vzpostavijo novo operacijo izdelave in razpečevanja metamfetamina. Mike prevzame poslovni del, Walter in Jesse pa sodelujeta z ekipo, ki izvaja fumigacijo, in skrivoma izdelujeta metamfetamin v zapečatenih hišah. Ekipa DEA pod Hankovim vodstvom medtem odkrije devet zapornikov in odvetnika, ki jim Mike redno plačuje, da ne izdajo Gusovega in njegovega početja. Walter ubije Mikea, vendar ga zaskrbi, da bodo zaporniki s svojimi informacijami uničili vse, ko bo prenehal prihajati denar. Zato najame vodjo neonacistične tolpe Jacka Welkerja, ki s pomočjo svojih znancev v zaporih organizira umor vseh devetih. Walter nadaljuje s poslovanjem, dokler se pri vsoti 80 milijonov dolarjev, ki jih Skyler hrani v gotovini v nekem skladišču, ne odloči upokojiti.
Kasneje je Hank z ženo na obisku pri Whiteovih, kjer po naključju naleti na Galeovo sporočilo Walterju in spozna, da je Walter zloglasni Heisenberg, ki ga je lovil ves ta čas. Zaprepaden in besen se poveže z Jessejem, ki prav tako prezira Walterja zaradi vsega slabega, kar je storil. Walter, stisnjen v kot, zakoplje denar v puščavi in najame Jacka, da bi ubil Jesseja. Ko poskuša sam obračunati z Jessejem, ga Hank pretenta in aretira. Vendar se pripelje Jackova tolpa, s katero se Hank zaplete v strelski obračun in je na koncu usmrčen, Jesseja pa ujamejo in prisilijo v izdelavo metamfetamina zanje. Poberejo tudi skoraj ves Walterjev denar.
Skyler in Walterjev sin sta iz sebe zaradi Hankove smrti in ne želita pobegniti z Walterjem, ki ga krivita za te dogodke. Namesto tega pokličeta policijo. Walter se naslednjih nekaj mesecev skriva v samotni koči v New Hampshireu, že precej zdelan zaradi raka. Kasneje se vrne v Novo Mehiko, da bi še zadnjič obiskal družino in se maščeval Jacku. Tisti večer postreli celotno tolpo z avtomatsko puško, ki jo je skril v prtljažniku avtomobila, in osvobodi Jesseja, ki pobegne pred prihodom policistov. Walter, smrtno ranjen v obračunu, počaka na posestvu in na koncu podleže poškodbi.

## Igralska zasedba in liki

### Glavni liki
- Bryan Cranston kot Walter »Walt« White – učitelj kemije z diagnozo pljučnega raka v poznem stadiju, ki se zateče v izdelavo metamfetamina, da bi finančno preskrbel družino. Sčasoma dobi sloves v kriminalnem podzemlju kot zloglasni »Heisenberg«.
- Anna Gunn kot Skyler White – Walterjeva žena, noseča z njunim drugim otrokom v času Walterjeve diagnoze, ki postane sumničava do Walterjevih izgovorov. Gunnova je lik Skyler opisala kot »močno in zavzeto žensko z nogami na tleh«.[4] Ko izve resnico, je razpeta med zgroženostjo nad Walterjevim početjem in potrebo za preskrbo družine.
- Aaron Paul kot Jesse Pinkman – Walterjev nekdanji učenec in partner. Po igralčevih besedah je lik dobrosrčen, a je zaradi odtujenosti od staršev in slabe družbe zašel v kriminal. Njegov odnos z Walterjem je podoben tistemu med protagonistoma v seriji Nenavaden par.[5]
- Dean Norris kot Hank Schrader – svak od Walta in Skyler, mož njene sestre in agent pri Agenciji za nadzor nad drogami. Hank je bil zasnovan kot zgolj komičen, klišejski stranski lik, ki pa je kasneje pridobil resnejši podton in osrednjo vlogo v zgodbi. Norris je bil znan po vlogah policistov že od prej.[6]
- Betsy Brandt kot Marie Schrader – sestra Skyler in Hankova kleptomanska, vase zaverovana žena.
- RJ Mitte kot Walter White ml. – sin Walterja in Skyler, ki trpi za cerebralno paralizo. Njegove najstniške probleme zasenči družinska kriza, zaradi katere je razpet med mamo in očetom, saj je na Walterja zelo navezan. Mitte sam prav tako trpi za cerebralno paralizo, a v blažji obliki. Za vlogo je začasno prekinil s terapijo, bedel dolgo v noč, da bi manj razločno govoril, in se naučil prepričljivo hoditi z berglami.[7]
- Bob Odenkirk kot Saul Goodman (stranska vloga v 2. sezoni, glavna v kasnejših) – pokvarjen odvetnik, ki zastopa Walta in Jesseja. Odenkirk je za navdih uporabil producenta serije Roberta Evansa z njegovim nenavadnim načinom govora.[8]
- Giancarlo Esposito kot Gustavo »Gus« Fring (stalna stranska vloga v 2. sezoni, glavna v 3. in 4.) – preprodajalec drog na visokem položaju, ki uporablja svojo verigo lokalov s hitro hrano Los Pollos Hermanos za krinko kriminalnih aktivnosti. Seva samozavest in hladnokrvnost, pri čemer se je igralec zgledoval po Edwardu Jamesu Olmosu v seriji Miami Vice.[9]
- Jonathan Banks kot Mike Ehrmantraut (gostujoča vloga v 2. sezoni, glavna vloga v 3., 4. in prvi polovici 5. sezone) – Gusova desna roka, dela tudi za Saula kot zasebni preiskovalec. Lik Mikea so nekateri komentatorji primerjali z likom Winstona Wolfa (Harvey Keitel) iz filma Šund, vendar je Banks izjavil, da ga ne posnema namerno.[10]
- Laura Fraser kot Lydia Rodarte-Quayle (stalna stranska vloga v prvem delu in glavna v drugem delu 5. sezone) – uslužbenka na visokem položaju v družbi Madrigal Electromotive, nekdanja sodelavka Gusa Fringa. Proti koncu serije začne Waltu in Jesseju dobavljati metilamin za sintezo metamfetamina in razpošiljati drogo v Evropo.
- Jesse Plemons kot Todd Alquist (stalna stranska vloga v prvem delu in glavna v drugem delu 5. sezone) – uslužbenec podjetja Vamonos Pest Control, ki postane Waltov in Jessejev sodelavec. Tudi član tolpe neonacistov, antagonistov konca serije.

### Stalni stranski liki
- Steven Michael Quezada kot Steven »Gomie« Gomez – Hankov partner pri DEA in njegov najboljši prijatelj, ki mu pomaga razvozlavati Heisenbergovo identiteto. Deluje kot Hankovo nasprotje, ko ima ta klišejske izpade.
- Matt L. Jones kot Brandon »Badger« Mayhew – Jessejev prijatelj in odvisnik, komičen lik.
- Charles Baker kot Skinny Pete – Jessejev prijatelj in pomočnik pri razpečevanju droge.
- Rodney Rush kot Christian »Combo« Ortega – prav tako Jessejev prijatelj in pomočnik pri razpečevanju droge.
- Jessica Hecht in Adam Godley kot Gretchen in Elliot Schwartz – lastnika korporacije Gray Matter, ki so jo ustanovili skupaj z Walterjem, ki pa je zaradi finančnih težav prodal svoj delež, preden je njihova ideja uspela. Gretchen je tudi nekdanja Waltova simpatija in del razloga, zakaj je odšel.
- Raymond Cruz kot Tuco Salamanca – neuravnovešeni mehiški vodja tolpe preprodajalcev, ki postane Waltov in Jessejev distributer.
- Mark Margolis kot Hector Salamanca – nekdanji visoko rangirani član kartela iz Juareza ter Gusov sovražnik, zdaj priklenjen na invalidski voziček in nem zaradi kapi. Stric Tuca, Marca in Leonela Salamance.
- Christopher Cousins kot Ted Beneke – predsednik podjetja Beneke Fabricators, pri katerem dela Skyler. Z njo ima kratkotrajno razmerje, Skyler mu poleg tega pomaga, ko zaide v finančne težave.
- Krysten Ritter kot Jane Margolis – Jessejeva stanodajalka in punca, odvisnica na zdravljenju.
- John de Lancie kot Donald Margolis – oče Jane, nadzornik zračnega prometa, ki, raztresen zaradi hčerine smrti, povzroči trčenje dveh letal konec 2. sezone.
- David Costabile kot Gale Boetticher – kemik, ki ga najame Gus za Waltovega pomočnika.
- Daniel in Luis Moncada kot Leonel in Marco Salamanca – neusmiljena in redkobesedna morilca kartela iz Juareza, Tucova bratranca ter Hectorjeva nečaka.
- Emily Rios kot Andrea Cantillo – Jessejeva druga ljubezen, prav tako odvisnica na zdravljenju. Ima mladega sina Brocka.
- Jeremiah Bitsui kot Victor – Gusov zvesti pajdaš, izterjevalec ob Mikeu.
- Ray Campbell kot Tyrus Kitt – Gusov izterjevalec v 4. sezoni.
- Lavell Crawford kot Huell Babineaux – Saulov telesni stražar in pomočnik.
- Bill Burr kot Patrick Kuby – Saulov plačanec, specialist za prevare.
- Michael Bowen kot Jack Welker – Toddov stric in vodja tolpe neonacistov.

### Posebni gostje
- Danny Trejo kot Tortuga – član mehiškega kartela in vohun za DEA.
- DJ Qualls kot Getz – policist v Albuquerqueju, ki aretira Badgerja, zaradi česar se mora Walt obrniti na Saula.
- Jim Beaver kot Lawson – trgovec z orožjem, ki priskrbi Waltu več kosov.
- Steven Bauer kot Don Eladio Vuente – vodja kartela iz Juáreza, ki ima staro rivalstvo z Gusom.
- Robert Forster kot Ed – popravljalec sesalnikov, ki ilegalno preskrbi ljudem nove identitete.
- Charlie Rose kot on sam.

## Produkcija

### Zasnova
Kriva pota je ustvaril Vince Gilligan, znan kot avtor Foxove serije Dosjeji X. Osnovna ideja je bila posneti serijo, v kateri se protagonist postopoma spremeni v antagonista. Po njegovem mnenju so televizijski liki tradicionalno statični, na račun česar se lahko serija nadaljuje dolga leta ali celo desetletja. Namesto tega je želel postaviti spremembo za temeljni koncept. Povedano drugače, Walterja je hotel »spremeniti iz g. Chipsa v Brazgotinca«. Na to namiguje tudi naslov izvirnika (Breaking Bad), ki je v angleščini fraza s pomenom »podivjati«, »se upreti avtoriteti«.
Ideja za zgodbo se je Gilliganu porodila, ko sta s kolegom Thomasom Schnauzem debatirala o svoji takratni situaciji (oba sta bila brez dela) in v šali sklenila, da bi bila najboljša rešitev postaviti laboratorij za izdelavo metamfetamina v zadnji del avtodoma, se voziti naokrog po državi, kuhati drogo in služiti denar. Gilligan je napisal koncept in začel ponujati idejo različnim studijem, a je skoraj obupal, ko je odkril serijo Gandža (Weeds) z zelo podobno premiso. Producenti so ga prepričali, da je njegova ideja dovolj izvirna, da lahko uspe, a je kasneje povedal, da bi jo opustil, če bi prej vedel za Gandžo.
Tekom serije je avtor z ekipo piscev Walterja vedno bolj spreminjal v antipatičen lik. V tem času je v intervjuju izjavil, da želijo gledalce prisiliti v to, da podvomijo v svojega junaka. Pred finalom je bilo zanj že težko pisati Walterjevo zgodbo, ker je bil lik že toliko temačen in moralno sporen.  Kljub temu ga je ideja od začetka tako prevzela, da ni preveč razmišljal o tem, kako jo bo prodal. Zavedal pa se je, da bi lahko imel pri šefih studiev težave s tako nenavadno in temačno zgodbo in je bil pripravljen na zavrnitev.

### Razvoj
Televizijska mreža AMC je naročila devet epizod za prvo sezono (vključno s pilotno), toda zaradi stavke ameriškega sindikata scenaristov konec 2007 je bilo posnetih samo sedem. V prvih različicah scenarija je bilo dogajanje postavljeno v kalifornijsko mesto Riverside, a so na Sonyjev predlog za lokacijo snemanja izbrali Albuquerque, kjer so lahko izkoristili davčne olajšave zvezne države Nova Mehika. Gilligan se je zavedel, da bi se pri posnetkih proti vzhodu moral stalno izogibati prepoznavnemu gorovju Sandia, zato je spremenil lokacijo zgodbe.
Večina serije je bila posneta na 35-mm filmski trak, digitalne kamere pa so uporabili za dodatne zorne kote, posnetke iz igralčeve perspektive in fotografijo v časovnih presledkih (time-lapse). Izdelava je stala približno 3 milijone USD na epizodo, kar je več od povprečja za osnovni kabelski program.
Julija 2011 je Vince Gilligan namignil, da namerava zaključiti serijo s peto sezono. Kmalu za tem so se začela pogajanja med mrežo AMC in produkcijsko hišo Sony glede pete in verjetno zadnje sezone. Pri AMC so želeli skrajšati sezono na šest do osem epizod namesto 13 za znižanje stroškov, kar pa so producenti zavrnili. Pričeli so že poizvedovati pri drugih televizijskih mrežah za prevzem v primeru da AMC ne bi popustil, vendar je 14. avgusta mreža oznanila zadnjo, peto sezono s 16 epizodami. Poleg matične televizijske mreže je bil za globalni uspeh ključna tudi spletna storitev videa na zahtevo Netflix, ki jo je Gilligan posebej omenil na podelitvi emmyjev septembra 2013.

#### Strokovna verodostojnost
Serija črpa motiv iz resnično težavnih zapletov z odvisnostjo mladine od substanc in zavračanje rešitev v zvezi z zasvojenostjo mladih. Organizacija združenih narodov z Uradom za droge in kriminal ocenjuje svetovno produkcijo droge ob času začetka snemanja te serije na približno 500 ton na leto ali 24,7 milijona odvisnikov na leto. Ameriške uradne službe so ob začetku snemanja serije ugotavljale, da drogo uporablja približno 13 milijonov ljudi, starejših od 12 let, kar pol milijona jih je že rednih uživalcev. Nekaj manj od 5 % šolarjev je že poskusilo metamfetamin vsaj enkrat, lokalno pa so te ocene lahko tudi znatno višje. V Evropi izstopa Češka, kjer se droga pogosto imenuje Pervitin, vidno izstopa ta droga tudi na Švedskem, Finskem, Slovaškem in Latviji, kjer so ocene uporabe med 20 in 60 odstotki vsaj bežnega stika z drogo. Droga je pogosta tudi na Tajskem in Filipinih v obliki manjših tablet s podobnim učinkom. Zaradi nizkih stroškov izdelave in nakupa ter medlimi uporabniki, ki so ob visoki odvisnosti zlahka nevarni za svojo okolico, se serija ukvarja predvsem s težavami domačih pridelovalcev, hkrati pa izpostavlja težave vzpostavljanja nelegalne distribucije. Posneta je bila v obmejni državi z Mehiko, ki je tranzitna država za mnoge druge droge, po katerih povprašujejo v ZDA.
Na začetku ustvarjalci niso imeli pomoči šolanih kemikov pri pisanju, zaradi česar se je moral Vince Gilligan veliko naučiti o kemiji in trgovanju z drogami, da so bili dialogi prepričljivi. V ta namen je prebiral izpovedi odvisnikov in govoril z nekdanjimi preprodajalci. Sprva je lahko kemijski del poenostavil, saj prva sezona ne vsebuje zapletenejših razlag, le Walta, ki predava srednješolsko kemijo učencem. Kasneje je objavil prošnjo za pomoč v strokovni reviji Chemical & Engineering News, na katero se je odzvala profesorica organske kemije z Univerze Oklahome Donna Nelson, ki je nato preverjala pravilnost kemijskih formul in reakcij v scenarijih ter pomagala pri dialogih. Pomagal je tudi kemik Agencije za nadzor nad drogami iz Dallasa. Kljub temu so drugi kemiki izrazili dvom o več prizorih, izvedljivost dveh prizorov iz prve sezone pa je ovrgla tudi ekipa serije MythBusters.
Na strani varuhov zakona je Dean Norris kot Hank Schrader s pridom uporabil svoje izkušnje z vlogami policistov. V to kulturo se je lahko vživel tudi osebno, njegov prijatelj iz otroštva je namreč policist v Chicagu, drugi prijatelj pa šerif na območju Los Angelesa.

### Izbor igralcev
Vince Gilligan je Bryana Cranstona za glavno vlogo izbral na podlagi nastopa v eni od epizod serije Dosjeji X, pri kateri je sam delal kot scenarist. Cranston je igral vlogo neozdravljivo bolnega antisemita in ostal v Gilliganovem spominu kot igralec, ki je sposoben ljudem hkrati prikupiti lik in ga narediti odvratnega. Odgovorne pri AMC je bilo zanj težko prepričati, saj so ga poznali le po komični vlogi družinskega očeta Hala v seriji Glavca in so sprva ponudili vlogo Johnu Cusacku in Matthewu Brodericku. Šele ko sta jo oba zavrnila, jih je Gilligan uspel prepričati tako, da jim je predvajal epizodo Dosjejev X. Cranston je pomembno prispeval k razvoju lika Walterja Whitea; zanj je napisal ozadje in večkrat spreminjal elemente scenarija, kadar se ni strinjal z obravnavo svojega lika.
Aaron Paul je bil za vlogo njegovega pajdaša Jesseja izbran na avdiciji, kjer je najbolj prepričljivo zadel vedenje zgube, ki se vrti v sumljivi družbi. Sprva je bilo mišljeno, da bo umrl konec prve sezone, a sta se Paul in Cranston tako dobro ujela, da so zanju spremenili celotno dinamiko serije. Anna Gunn je morala za svojo vlogo na avdiciji odigrati sceno, kjer masturbira Cranstonu in ob tem hladnokrvno spremlja potek avkcije na eBayu, Dean Norris pa je imel za avdicijo mačističen in nekoliko rasističen monolog o svojem sodelavcu Steveu Gomezu (Steven Michael Quezada), skladno z začetno zasnovo Hanka Schraderja kot komičnega lika.

## Zgodovina izdaj in gledanost
Serijo je predvajala televizijska mreža AMC v nedeljskem večernem terminu.
| Sezona      | Termin (ET)    | Epizod | Premiera        | Premiera                         | Konec              | Konec                          | Povprečno gledalcev (v milijonih) |
| Sezona      | Termin (ET)    | Epizod | Datum           | Gledalcev premiere (v milijonih) | Datum              | Gledalcev finala (v milijonih) | Povprečno gledalcev (v milijonih) |
| ----------- | -------------- | ------ | --------------- | -------------------------------- | ------------------ | ------------------------------ | --------------------------------- |
| 1. sezona   | Nedelja, 22:00 | 7      | 20. januar 2008 | 1,41                             | 9. marec 2008      | 1,50                           | 1,23                              |
| 2. sezona   | Nedelja, 22:00 | 13     | 8. marec 2009   | 1,66                             | 31. maj 2009       | 1,50                           | 1,30                              |
| 3. sezona   | Nedelja, 22:00 | 13     | 21. marec 2010  | 1,95                             | 13. junij 2010     | 1,56                           | 1,52                              |
| 4. sezona   | Nedelja, 22:00 | 13     | 17. julij 2011  | 2,58                             | 9. oktober 2011    | 1,90                           | 1,90                              |
| 5. sezona A | Nedelja, 22:00 | 8      | 15. julij 2012  | 2,93                             | 2. september 2012  | 2,78                           | 4,32                              |
| 5. sezona B | Nedelja, 21:00 | 8      | 11. avgust 2013 | 5,92                             | 29. september 2013 | 10,28                          | 4,32                              |

Da bi omejila piratiziranje, je mreža ponudila vsako epizodo občinstvu po vsem svetu na ogled že nekaj ur po prvem predvajanju, prek spletnih servisov Netflix in iTunes. Kljub temu so analitiki beležili množičen prenos po protokolu BitTorrent. Tekom 5. sezone je bila ena najbolj množično prenašanih serij, ni pa se v tem pogledu približala rekordu serije Igra prestolov. Gledanost od začetka ni izpolnila pričakovanj, po Gilliganovem mnenju jo je rešila predvsem dostopnost prek Netflixa, kar je pritegnilo nove redne gledalce, zato se je gledanost iz sezone v sezono izboljševala. Brez tega bi seriji grozila ukinitev po koncu druge sezone. Da bi vzdrževal pričakovanje občinstva je AMC pred zaključno epizodo serije predvajal maraton ponovitev vseh epizod. Taktika se je obrestovala, saj so za finale zabeležili 10,3 milijona gledalcev, skoraj dvakrat toliko kot je znašal prejšnji rekord serije, kar je bila za serijo Živi mrtveci druga najboljša gledanost med AMC-jevim izvirnim programom ter tretja najboljša gledanost finala serije na kabelski televiziji vseh časov, za HBO-jevima serijama Sopranovi in Seks v mestu.
V Sloveniji sta Kriva pota predvajala POP TV in Kanal A od aprila 2010. POP TV je premierno predvajal prvi dve sezoni, Kanal A pa tretjo, četrto in peto. Prvi del zadnje sezone je prišel na Kanal A v nedeljo, 6. oktobra 2013, ob 00:50. Na sporedu je bil vsako soboto in nedeljo okoli 00:30 in se zaključil v soboto, 2. novembra 2013. Zadnjih 8 delov serije (druga polovica zadnje sezone) je prišlo na spored v četrtek, 22. maja 2014.

### Na drugih nosilcih
Kompleti vseh epizod posamezne sezone so izhajali z zamikom približno enega leta po koncu sezone na nosilcih DVD in nekoliko kasneje še Blu-ray.
Zbirka vseh epizod je izšla 26. novembra 2013 v formatu DVD in Blu-ray. Ploščki so bili v škatli, oblikovani kot sod, v kakršnem je Walt zakopal svoj denar. Komplet vsebuje različne dodatke, kot so dvourni dokumentarec o ustvarjanju serije, zbirateljski kovanec in predpasnik restavracije Los Pollos Hermanos, enega pomembnih prizorišč v seriji. Vsebuje tudi komičen alternativni konec, v katerem se Cranston v vlogi svojega lika iz serije Glavca zbudi iz nočne more in začne razlagati svoji ženi Lois (Jane Kaczmarek), kako je sanjal o bombah, policistih in drogah. Skeč je odkrit poklon koncu serije Newhart, v katerem se glavni igralec prav tako zbudi v svoji prejšnji seriji.

### Sorodne vsebine

#### Talking Bad
Epizode drugega dela zadnje, pete sezone je spremljala polurna pogovorna oddaja Talking Bad pod vodstvom moderatorja Chrisa Hardwicka, v kateri je z gosti (igralci, ustvarjalci serije, slavnimi oboževalci ipd.) razpravljal o pravkar predvajani epizodi ter ugibal o naslednji. Oddaja posnema format Talking Dead, spremljevalne oddaje serije Živi mrtveci, ki se je izkazal za uspešnega. Pritegnila je približno milijon gledalcev na epizodo, razen zadnje epizode, ki je sledila finalu in je - skladno z njim - pritegnila rekordnih 4,4 milijona gledalcev.

#### Metástasis
Matična produkcijska hiša Sony je 13. maja 2013 potrdila, da bo v sodelovanju s podjetjem Teleset posnela priredbo z naslovom Metástasis za latinskoameriški trg. Kot distributer je bila navedena korporacija Univision. V priredbi nastopata Diego Trujillo kot Walter Bianco (Walter White) in Roberto Urbina kot José Miguel Rosas (Jesse Pinkman) poleg Sandre Reyes (Cielo Blanco/Skyler White) in Juliána Arangoja (Henry Navarro/Hank Schrader). Ta serija je obsegala 63 epizod, ki so se predvajale vsakodnevno, v formatu telenovele. Njena zgodba sicer natančno sledi izvirniku, le nekateri elementi so prirejeni latinskoameriški kulturi, dogajanje pa je postavljeno v kolumbijsko mesto Bogota.

#### Better Call Saul
Že aprila 2013 je prišel v javnost tudi podatek, da se AMC in Sony zanimata za spin-off serijo, v kateri bi imel glavno vlogo Waltov pokvarjeni odvetnik Saul Goodman (Bob Odenkirk), in da Gilligan ter scenarist Peter Gould že delata na projektu. Septembra 2013 je mreža AMC naročila serijo pod naslovom Better Call Saul (Saulov promocijski slogan iz izvirnika), ki bo služila kot predzgodba (prequel) izvirne serije. Better Call Saul se dogaja šest let preden Saul postane Waltov odvetnik, premiero je doživela 8. februarja 2015 na AMC in manj kot mesec dni kasneje tudi pri slovenskem distributerju AMC-jevega programa.

#### El Camino: A Breaking Bad Movie
Februarja 2019 je bil napovedan celovečerni film po seriji. El Camino bo izšel 11. oktobra 2019 v distribuciji podjetja Netflix, ki bo film najprej ponudilo ekskluzivno prek svoje spletne storitve, kasneje pa ga bo predvajala tudi mreža AMC. Prikazoval bo dogodke tik po koncu finala serije Kriva pota, ko Jesse Pinkman uide ugrabiteljem, in spremljal njegovo iskanje svobode. Scenarij za El Camino je napisal in ga produciral Vince Gilligan, Aaron Paul pa je ponovil svojo vlogo Pinkmana.

## Odziv

### Ocene kritikov
Ob zaključku je bila serija deležna vsesplošnega odobravanja kritikov, mnogi od njih so jo razglasili za enega najboljših televizijskih programov vseh časov. Uvrščena je bila tudi na različne lestvice najboljših serij; tako jo je American Film Institute (AFI) uvrstil med deset najboljših serij v letih 2008, 2010, 2011, 2012 in 2013, revija TV Guide leta 2013 na deveto mesto svoje lestvice šestdesetih najboljših TV-serij vseh časov, revija The Hollywood Reporter pa leta 2015 na drugo mesto lestvice stotih najljubših TV-serij vseh časov, ki je nastala na podlagi ankete med igralci, režiserji ter scenaristi.
Odziv je bil sprva razmeroma pozitiven. V prvi sezoni so kritiki izpostavili predvsem odlično igro obeh glavnih protagonistov in že takrat so se pojavili komentarji, da je med njima »enkratna kemija«. Drugi, denimo Matthew Gilbert iz časopisa Boston Globe, so bili manj navdušeni nad vzdušjem in ocenili serijo kot nekoliko klišejsko in neprepričljivo. Tekom naslednjih sezon so se pohvale samo še stopnjevale, na račun vseh elementov - zgodbe, scenarija, igre, montaže, vzdušja, uporabe zvoka, pozornosti na detajle itd. Na spletni strani Metacritic, ki zbira in povpreči ocene pomembnejših kritikov, ima tako druga sezona oceno 84, tretja 89, četrta 96 in peta kar 99 od 100. Na podlagi ocene zadnje sezone na Metacriticu je bila vpisana v Guinnessovo knjigo rekordov kot kritiško najbolje sprejeta TV-serija vseh časov.
Svoje so dodale tudi slavne osebnosti. Že v začetku druge sezone je pisatelj Stephen King zapisal, da je to najbolje napisana serija, kar jih je videl na televiziji, ter jo primerjal s kultnimi Twin Peaks, igralec Anthony Hopkins pa je po ogledu celotne serije poslal Bryanu Cranstonu pismo s pohvalo zanj in celotno ekipo ter potrdil avtorstvo, ko je prišlo v javnost. Vsesplošno kritiško in javno odobravanje je doseglo vrhunec s koncem serije, ko so komentatorji Kriva pota postavili ob bok ostalim znanilcem preporoda ameriške televizije z začetka 21. stoletja.

### Priznanja
Za serijo so njeni ustvarjalci prejeli 120 pomembnejših nagrad v ameriški industriji zabave in še skoraj 200 nominacij. Med njimi je 16 primetime emmyjev, vključno z glavno nagrado za izstopajočo dramsko serijo v letih 2013 in 2014. Bryan Cranston je štirikrat prejel emmyja za najboljšega glavnega igralca v dramski seriji, Aaron Paul trikrat za stranskega igralca ter Anna Gunn dvakrat za stransko igralko. Serija je bila nagrajena tudi z dvema Peabodyjevima nagradama (2008 in 2013), dvema nagradama Združenja televizijskih kritikov (TCA) v letu 2013 ter dvema nagradama Združenja ameriških scenaristov (Writers Guild of America) v letih 2012 in 2013, poleg številnih drugih.

### Posnemovalci
V letih po predvajanju serije so, predvsem v ZDA, prišli v javnost različni primeri zločinov, ki naj bi jih navdihnilo početje likov v Krivih potih. Tožilci ali obtoženi so v več primerih izpostavili domnevno vzporednico, kar jim je prineslo medijsko pozornost, saj so tovrstne povezave med umetnostjo in vsakdanjim življenjem že dolgo privlačna snov za pisce novic.
Neka Britanka je denimo leta 2014 prek spleta naročila močan strup, s katerim naj bi poskušala ubiti svojo mati. Na sojenju je izjavila, da je zgolj fantazirala, da je televizijska zvezda, podobno kot Walter White, ki je v seriji uporabil ricin, a da načrta ni izpeljala. Povezave konkretno s serijo Kriva pota so omenjali tudi v primeru ameriškega gimnazijskega učitelja kemije, ki naj bi doma izdeloval metamfetamin, in v primeru francoskih študentov, obtoženih umora ženske, ki jim je dolgovala denar. Njeno truplo naj bi poskušali razgraditi v sodu kisline, kar naj bi navdihnila serija, v kateri Walter in Jesse pogosto uporabita fluorovodikovo kislino v plastičnih sodih, da se znebita trupel.
Leta 2015 je moral Vince Gilligan javno prositi oboževalce, naj prenehajo poustvarjati prizor iz tretje sezone, v katerem Walter jezno vrže pico na streho hiše, ko ga žena ne spusti noter. Pritožila sta se mu namreč resnična lastnika hiše v Albuquerqueju, v kateri je bil posnet velik del serije, vključno s tem prizorom, ki nista bila navdušena nad tem, da morata stalno odstranjevati pice s svoje strehe. Nekateri so sloves serije izkoristili tudi v poslovne namene; nastalo je nekaj tematskih lokalov (sicer neavtoriziranih), ki privabljajo goste s poustvarjanjem vzdušja serije, v Albuquerqueju pa podjetniki prirejajo ture po lokacijah snemanja.